# Barthélemy de Lesseps
Pour les articles homonymes, voir Lesseps.
Jean-Baptiste Barthélemy de Lesseps, né à Sète le 27 janvier 1766 et mort à Lisbonne le 26 avril 1834, est un diplomate français, membre de l'expédition de La Pérouse (1er août 1785 - janvier 1788), oncle de Ferdinand de Lesseps.

## Biographie

### Sa jeunesse
Il naît chez ses grands-parents Caysergues. Son enfance se passa près de son père Martin de Lesseps à Hambourg, puis à Saint-Pétersbourg, où son père était consul. Doué bien au-dessus de la moyenne, à 12 ans il parlait couramment le russe, l'allemand, l'espagnol et, bien sûr, le français. Il suivit les cours au collège des Jésuites de Versailles pendant cinq ans, puis il revint à Saint-Pétersbourg en 1783.

### Diplomate et explorateur
Il fut nommé vice-consul de France à Cronstadt où il dut intervenir auprès de l'équipage du bateau français Uranie de Dunkerque qui avait déserté en majeure partie. Remarqué par l'ambassadeur de France en Russie, le comte de Ségur, il fut chargé d'apporter à Versailles d'importantes dépêches. Il rencontra à Versailles Paul Fleuriot de Langle, commandant en second de l'expédition de La Pérouse dont l'importance était grande aux yeux de Louis XVI. La Pérouse demanda au ministre d'adjoindre Barthélemy de Lesseps à l'expédition en qualité d'interprète franco-russe.
Il conserva le grade de vice-consul. Le 1er août 1785, la Boussole et l'Astrolabe quittaient Brest. Il embarqua sur cette dernière frégate commandée par Paul Fleuriot de Langle. Durant ce long voyage, La Pérouse l'initia à l'art naval. Il devait servir d'interprète lorsque les deux embarcations seraient sur la côte septentrionale russe, vaste étendue d'un littoral encore non cartographié par les Européens.

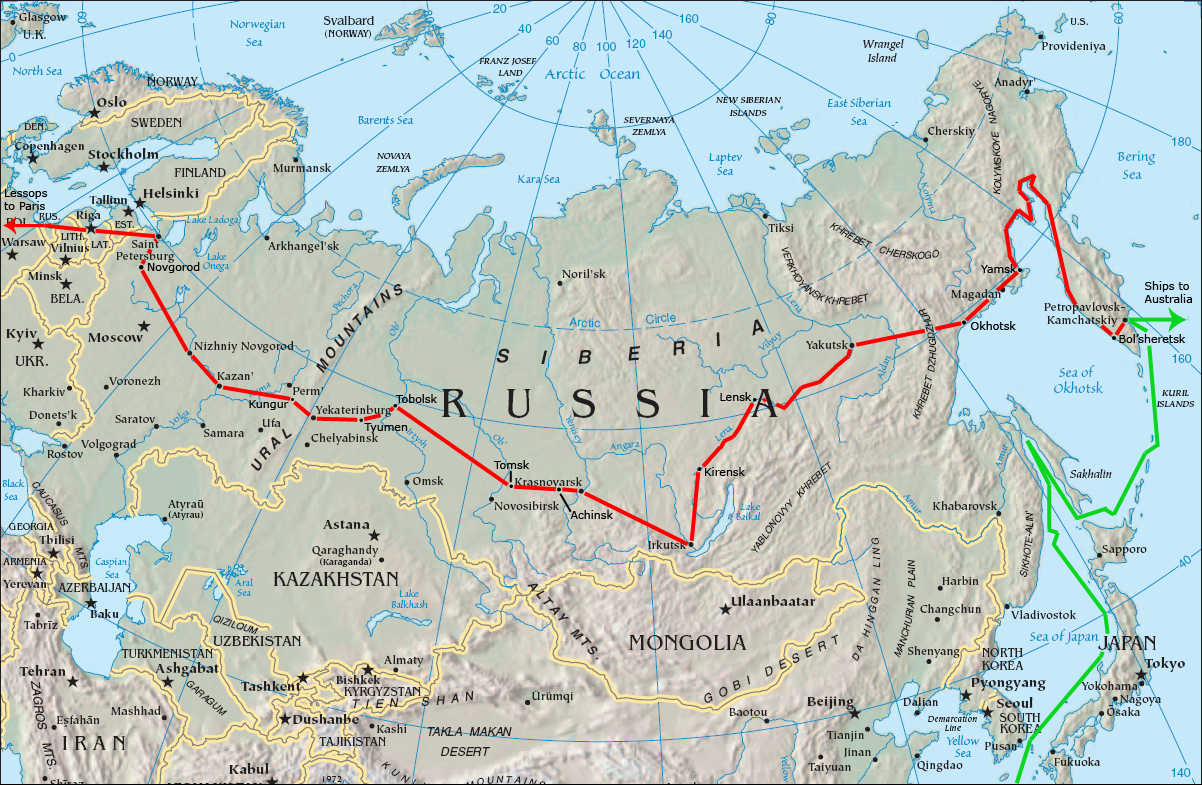
Carte du périple de Lesseps à travers la Russie.

Le périple fut long : Amérique du Sud, cap Horn, océan Pacifique, Corée, Japon, péninsule du Kamtchatka, port de Saints-Pierre-et-Paul, devenu Petropavlovsk. Ayant mis en ordre ses documents (journaux, cartes et notes), La Pérouse les remit à Barthélemy de Lesseps pour les porter à Versailles, à 16 000 kilomètres de là. La Pérouse et ses deux vaisseaux repartirent le 7 octobre 1787 en direction de Botany Bay, pour espionner la mise en place de la première colonie pénitentiaire britannique en Australie. Bloqué par le mauvais temps de l'hiver dans la péninsule du Kamtchatka, Barthélemy dut attendre le printemps de l'année suivante pour traverser la Russie. Une fois arrivé à Irkoutsk, il mit quarante jours pour rejoindre Saint-Pétersbourg. Il publia le récit de son voyage, où il fut amené à voyager par traîneau tiré par des chiens ou des rennes, en barque ou en tibitk.
Son voyage dura treize mois : il arrive à Versailles le 17 octobre 1788.
Les événements révolutionnaires l'empêchèrent de se rendre à Cronstadt y prendre son poste. Il resta en France jusqu'en 1792, date à laquelle il fut nommé consul général de France à Saint-Pétersbourg en remplacement de son père. En fait, la guerre avec la Russie retarda son départ indéfiniment et il resta titulaire du poste jusqu'en 1801, sans pouvoir l'occuper effectivement.
En 1794, il fut nommé adjoint de son beau-père, Pierre Ruffin, secrétaire de la légation de France à Constantinople, qui était ancien consul de France en Crimée et interprète des langues orientales au ministère des Affaires étrangères. Il partit en mission diplomatique au nom de la Première République française le 15 janvier 1796, près le gouvernement turc.
À la suite de l'expédition de Napoléon Bonaparte en Égypte en 1798, le mécontentement était grand contre les Français qui furent l'objet de violences. Il fut emprisonné avec sa femme, sa belle famille et ses enfants au château des Sept Tours à Constantinople pendant trois ans.
En août 1801, à la suite de l'évacuation de l'Égypte, ils furent libérés. À son retour en France, Bonaparte, Premier consul, l'envoya à Saint-Pétersbourg pour y organiser le consulat général. Au début 1802, il fut chargé d'assurer les approvisionnements de la marine française en bois de construction.
Mais après la bataille d'Austerlitz, la situation se détériora. Il alla rejoindre Talleyrand à Varsovie et, de là, partit pour Dresde où il rencontra l'empereur. Après la paix de Tilsitt, il retourna au consulat de Saint-Pétersbourg, mais en 1812 les relations avec la Russie furent à nouveau rompues ; toute la famille dut partir.
Nouveau périple et nouvelles tracasseries : Cronstadt, Baltiisk, Königsberg, Dantzig où il laissa sa femme et ses enfants. Il partit pour Vilnius, puis Moscou, où il rejoignit Napoléon qui le nomma intendant de la ville et de la province de Moscou. Il y réorganisa la municipalité et la police. Malgré tout, la situation militaire était telle qu'il quitta Moscou avec le général Mortier qui avait fait sauter le Kremlin. De Dantzig, il partit pour Paris avec sa famille au début de 1813.
Après la chute de l'Empire français, la Restauration le nomma consul général de France à Lisbonne, où il mourut en service.

## Publications
- Journal historique du voyage de M. de Lesseps, consul de France, employé dans l'expédition de M. le comte de la Pérouse en qualité d'interprète du roi ; depuis l'instant où il a quitté les frégates Françaises au port Saint-Pierre et Saint-Paul du Kamtschatka jusqu'à son arrivée en France le 17 octobre 1788, Paris, Impr. royale, 1790, 2 vol. in 8.

## Pour approfondir